# Angela Hanka
Angela Hanka (13 maggio 1891 – 1º febbraio 1963) è stata una pattinatrice artistica su ghiaccio austriaca. Ha vinto la medaglia d'argento al Campionato mondiale nel 1914.

## Palmarès
| Evento              | 1914 |
| ------------------- | ---- |
| Campionati mondiali | 2°   |